# Lophodactylus rex
Genre
Espèce
Synonymes
- Chelifer rex With, 1908

Lophodactylus rex, unique représentant du genre Lophodactylus, est une espèce de pseudoscorpions de la famille des Cheliferidae.

## Distribution
Cette espèce est endémique du Brésil.

## Publications originales
- With, 1908 : An account of the South-American Cheliferinae in the collections of the British and Copenhagen Museums. Transactions of the Zoological Society of London, vol. 18, p. 217-340 (texte intégral).
- Chamberlin, 1932 : A synoptic revision of the generic classification of the chelonethid family Cheliferidae Simon (Arachnida) (continued). Canadian Entomologist, vol. 64, p. 17-21 & 35-39.